# Okres Celldömölk

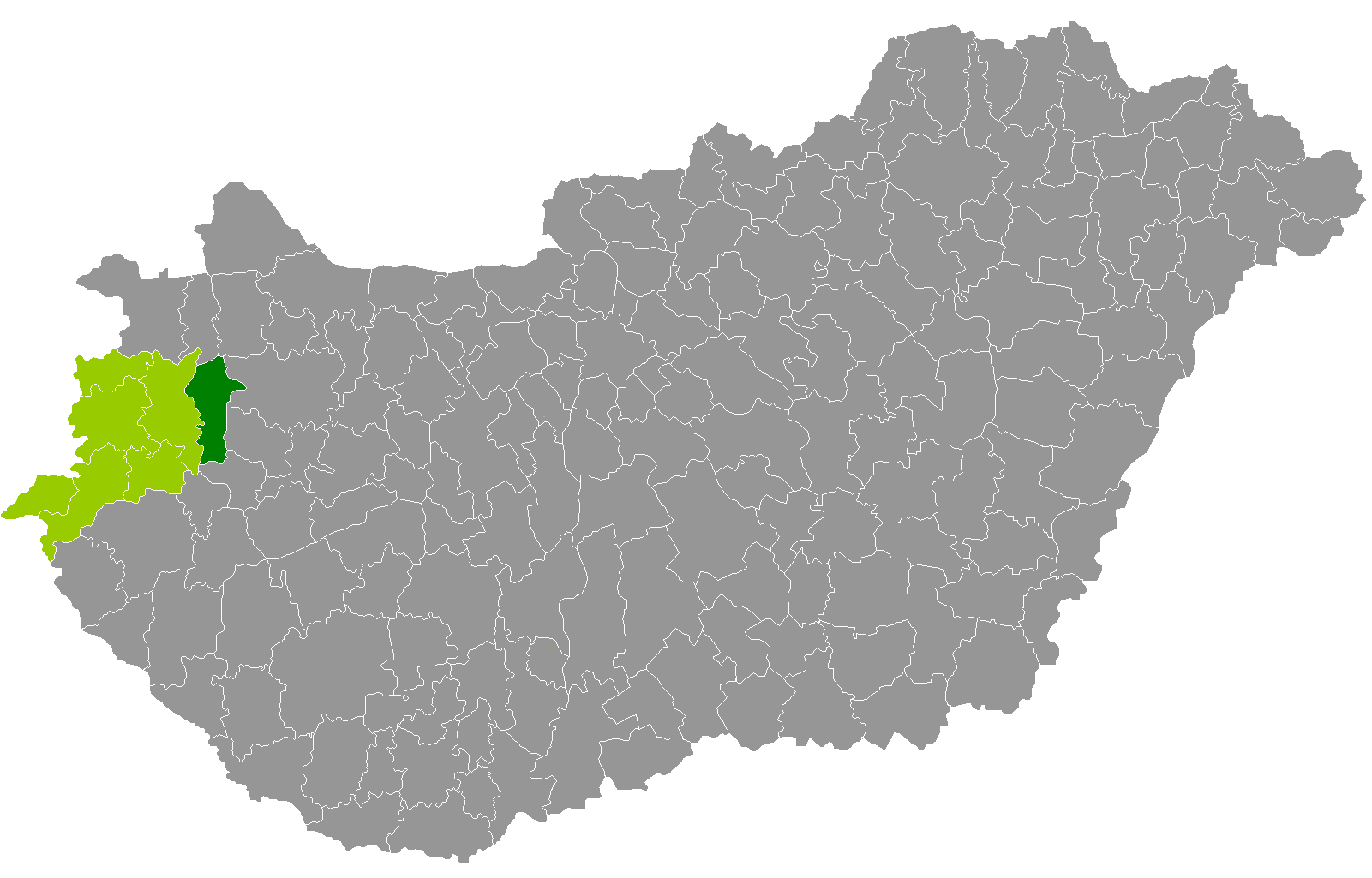
Okres Celldömölk

Okres Celldömölk (maďarsky Celldömölki járás) je okres v Maďarsku v župě Vas. Jeho správním centrem je město Celldömölk.

## Sídla
V okrese jsou dvě města a 26 vesnic.
| - Boba - Borgáta - Celldömölk - Csönge - Duka - Egyházashetye - Jánosháza - Karakó - Keléd - Kemeneskápolna | - Kemenesmagasi - Kemenesmihályfa - Kemenespálfa - Kemenessömjén - Kemenesszentmárton - Kenyeri - Kissomlyó - Köcsk - Mersevát | - Mesteri - Nagysimonyi - Nemeskeresztúr - Nemeskocs - Ostffyasszonyfa - Pápoc - Szergény - Tokorcs - Vönöck |